# Glaucidium nana
El chuncho, chuncho austral, chucho, caburé grande, caburé austral,caburé patagónico,  mochuelo patagónico o mochuelo patagón (Glaucidium nana, Glaucidium nanum) es una especie de ave estrigiforme de la familia Strigidae propio del Cono Sur. Vive en Argentina y Chile.
Su hábitat parral Atacama hasta Tierra del Fuego.

## Descripción

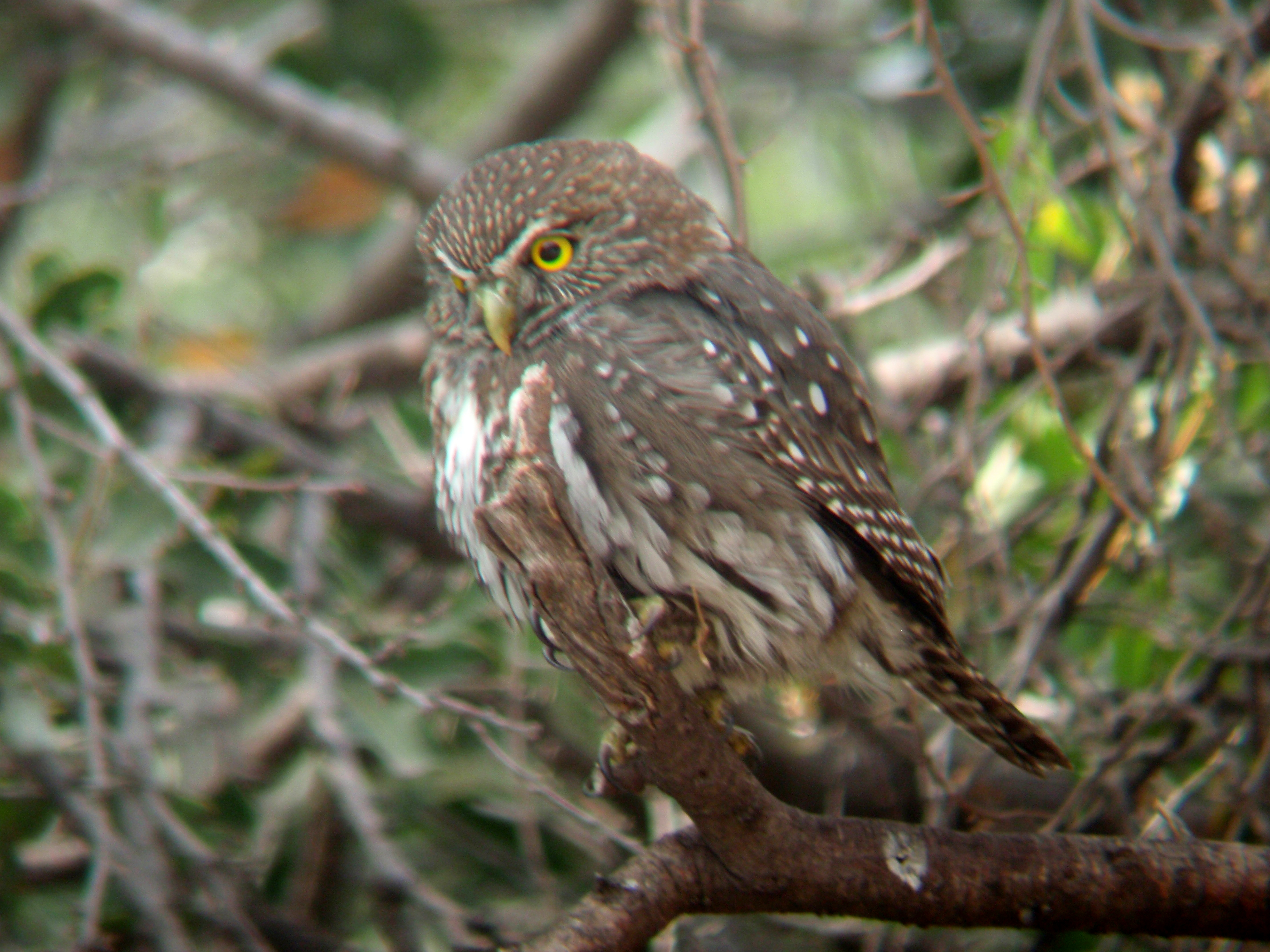
Glaucidium nana, chuncho.

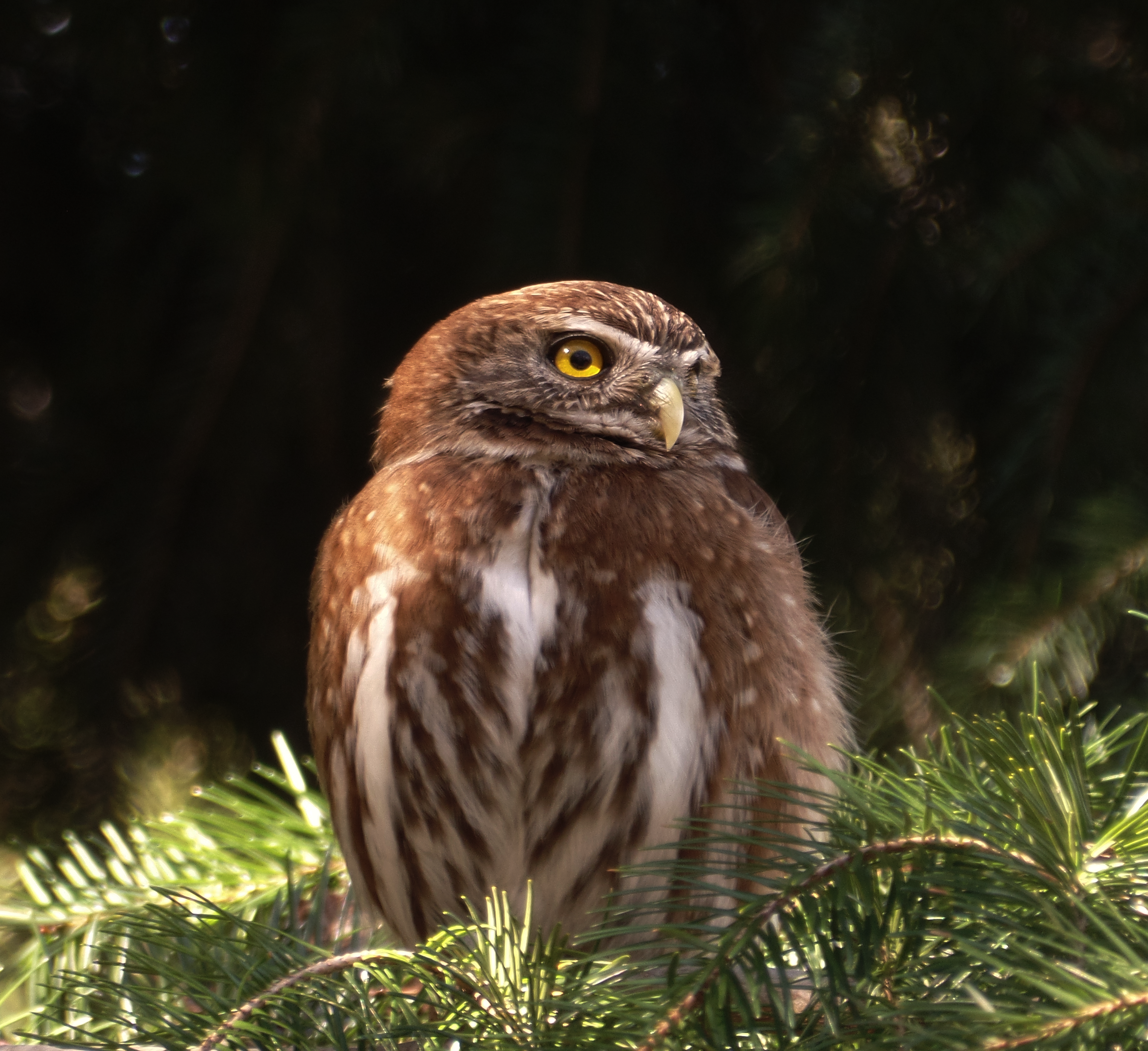
Caburé austral sentado sobre un pino alrededor del mediodía en San Martín de los Andes

En estado adulto mide alrededor de 20 cm. Cabeza, dorso y cobertoras gris pardo con algo de castaño, y manchitas claras a blancas. Garganta blanca. Línea superciliar blanca que baja hacia los lorums. Pecho y abdomen con rayas gruesas longitudinales blanquecinas, pardas y negruzcas. Dibujo similar a un collar en la nuca a veces poco visible, de pecas blancas con negro o a veces solo negro. Cola con bandas transversales negruzcas y castañas. Pico corto ganchudo, oscuro en su base y punta amarillenta. Patas amarillas. Ojos grandes amarillos.

## Comportamiento
Aunque las Strigiformes son aves rapaces nocturnas, el chuncho tiene costumbres relativamente diurnas. Su pequeño tamaño, su vuelo silencioso y su inmovilidad en la rama donde se posa lo hacen pasar inadvertido. Es agresivo y feroz con sus presas. Además caza animales incluso más grandes que él, matándolos rápidamente con sus pequeñas pero poderosas garras. 

### Reproducción
Anida entre septiembre y noviembre en huecos de árboles, colocando de 3 a 5 huevos blancos, opacos y bastante redondeados, de dimensiones 30 mm. x 25 mm. aproximadamente.

## El chuncho en la cultura popular

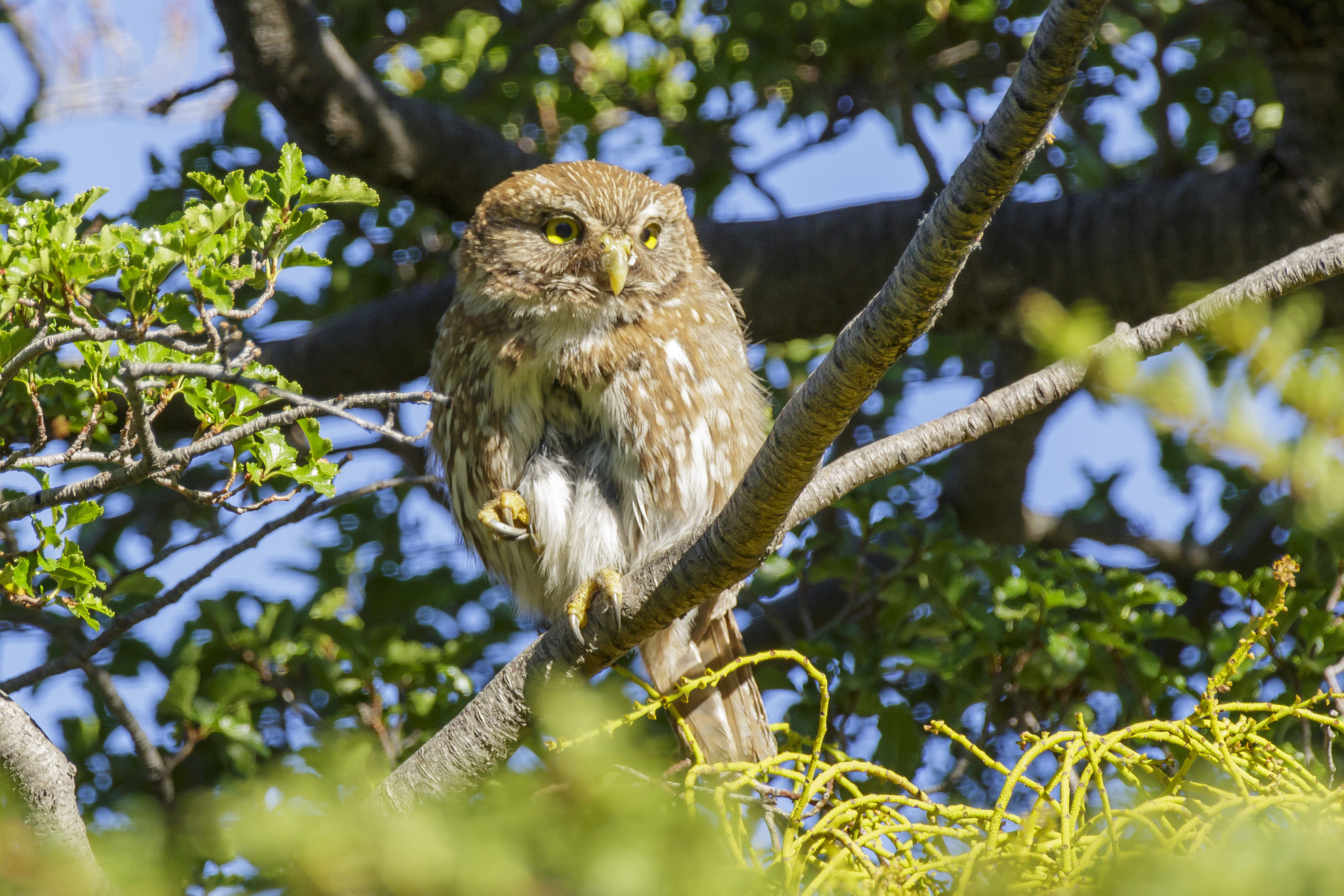
Un chuncho en el parque nacional Torres del Paine.

- El chuncho es la mascota de la Universidad de Chile, apareciendo en grabados oficiales desde el siglo XIX.
- Asimismo, es el elemento central de la insignia del Club Universidad de Chile y de las ramas deportivas de la casa de estudio.  Además, es el apelativo de sus partidarios.[6]
- El graznido del chuncho es considerado de mal agüero.
- Matar el chuncho quiere decir hacer algo para evitar una racha de mala suerte.[7]